# Black Hills
Pour les articles homonymes, voir Collines noires (homonymie).
Les Black Hills ou collines Noires, (Pahá Sápa en lakota et Moˀȯhta-voˀhonáaeva en cheyenne) sont une chaîne de montagnes située dans la partie occidentale de l'État américain du Dakota du Sud et l'extrémité orientale du Wyoming, dont le point culminant est le pic Black Elk (2 207 m). Le nom de Black Hills, traduit littéralement du Lakota, vient du fait qu'elles apparaissent sombres quand on les observe d'une certaine distance, du fait des forêts qui les recouvrent. Cette région touristique est réputée pour son cadre agréable, mais aussi pour l’un des monuments américains les plus connus, le mont Rushmore.
Les Black Hills sont considérées comme sacrées par les Sioux Lakotas.

## Géographie

### Situation, topographie
Les Black Hills sont situées dans le centre-Nord des États-Unis, dans les États du Dakota du Sud et du Wyoming. Le centre du massif se trouve à environ 500 kilomètres au nord de Denver et 550 kilomètres au sud de la frontière canadienne. Le massif s'étend sous forme ovale sur environ 200 kilomètres du Petit Missouri, au nord-nord-ouest, à la rivière Cheyenne, au sud-sud-est, et sur environ 80 kilomètres du nord-est au sud-ouest. Il culmine dans sa partie sud-est à 2 207 mètres d'altitude au pic Black Elk, au Dakota du Sud, distant de six kilomètres du mont Rushmore (1 745 m).

### Géologie
L'actuelle topographie des Black Hills résulte d'une surrection au tertiaire d'où une forme en dôme. Le cœur des Black Hills est formé de matériaux cristallins dont le granite. Le mémorial national du mont Rushmore ou le mémorial Crazy Horse sont taillés dans ce granite. Dans la partie septentrionale des Black Hills, ce soulèvement a été marqué par une activité volcanique. Bear Butte, au nord-est des Black Hills, a été formée par ces mêmes éléments d'intrusion magmatique : l'on parle alors de laccolite. Le sud des Black Hills se caractérise quant à lui par du granite précambrien, de la pegmatite et des roches métamorphiques qui composent le noyau de la surrection de l'ensemble des Black Hills. Ce noyau est bordé par des roches sédimentaires du paléozoïque, mésozoïque et cénozoïque. La stratigraphie des Black Hills ressemble à une cible puisqu'elle forme un dôme ovale, avec des anneaux de différents types de roches au fur et à mesure que l'on s'éloigne du centre.

### Villes principales
- Rapid City
- Custer
- Lead
- Deadwood
- Hot Springs (Dakota du Sud)

## Histoire

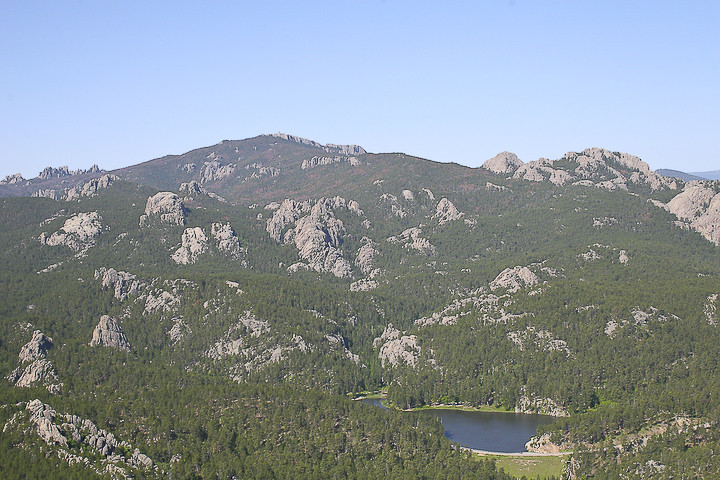
Vue des Black Hills, dans le Dakota du Sud.

La présence d'Amérindiens sur place semble attestée 7 000 ans avant l'ère chrétienne. Les Arikaras s'y seraient installés vers les années 1500, suivis par les Cheyennes, les Crows, les Kiowas et les Pawnees. Au XVIIIe siècle, les Lakotas arrivent de l'actuel Minnesota et en chassent les autres tribus, revendiquant cette terre, qu'ils surnomment HeSapa, les « montagnes noires », pour eux-mêmes. Les premiers colons trouvent l'expression Paha Sapa, les « collines noires », plus faciles à prononcer et réduisent ainsi ce qui était des montagnes en des collines.
Le traité de Fort Laramie de 1868 reconnaît les Black Hills comme appartenant aux Lakotas. Les Sioux Lakotas et les Cheyennes, en effet, revendiquaient leurs droits sur ces terres, qui ont pour eux un caractère sacré, puisqu'elles représenteraient le centre du monde.
En 1874, George Armstrong Custer conduit une expédition d’exploration des Black Hills (Montana/Dakota), dans la réserve des Sioux Lakotas et y confirme la présence de gisements aurifères : c'est l'expédition des Black Hills. Les autorités tentent d’abord d’endiguer la vague des chercheurs d’or, véritable ruée vers l'or dans les Black Hills, avant de chercher à acheter les Black Hills aux Sioux. En septembre 1875, les négociations avec les Sioux échouent. En novembre, le général Terry lance un ultimatum au 31 décembre pour les chasser de leur territoire, par la force si nécessaire. En mars 1876 commence la guerre des Black Hills. C'est au cours de cette guerre qu'a lieu, en juin 1876, la bataille de Little Bighorn.
Après la défaite des Lakotas et de leurs alliés cheyennes et arapahos en septembre 1877 (mort de Crazy Horse, fuite au Canada de Sitting Bull), les États-Unis prennent possession des Black Hills, en violation du traité de Fort Laramie de 1868. Aujourd'hui encore, les Lakotas contestent cette voie de fait : le 23 juillet 1980, la Cour suprême des États-Unis a reconnu, dans sa décision United States vs Sioux Nation of Indians, que le gouvernement américain avait pris illégalement possession des Black Hills ; en dédommagement, les États-Unis devraient payer la somme initialement offerte plus ses intérêts, soit quelque 106 millions de dollars. Les Lakotas ont refusé l'accord, réclamant plutôt que les Black Hills leur soient rendues. Les intérêts ayant toujours cours, la somme s'élevait en 2020 à environ 890 millions de dollars mais les Lakotas persistent dans leur refus, au motif qu'accepter l'argent serait reconnaître le vol de leurs terres sacrées.

## Dans la culture populaire

### Littérature
- Les collines Noires ont été popularisées en francophonie par la bande dessinée homonyme, Les Collines noires, 36e tome de la série Lucky Luke, publié en 1963.
- Les Black Hills sont au cœur du roman Collines noires (Black Hills) de l'écrivain américain Dan Simmons et paru en 2010 ; le personnage principal est un Indien lakota portant le nom de Paha Sapa car il est né près des Black Hills et que les trois hommes les plus importants de son village ont rêvé de ce lieu la nuit de sa naissance.

### Cinéma
Dans le film Benjamin Gates et le Livre des secrets, les Black Hills sont le lieu où se trouverait la fabuleuse et mythique cité d’or aztèque de Cibola[réf. souhaitée].